# Augusto Riboty (jagare)
Augusto Riboty var en av tre jagare i Mirabello-klassen som byggdes för Regia Marina (den kungliga italienska flottan) under första världskriget.

## Design och beskrivning
Mirabello-klassen utformades som spaningskryssare ("esploratori"), i huvudsak förstorade versioner av samtida jagare. De hade en total längd på 103,75 meter, en bredd på 9,74 meter och ett djupgående på 3,3 meter. De hade ett deplacement på 1 784 ton vid standardlast och 2 040 ton vid fullast. Deras besättning bestod av 8 officerare och 161 värnpliktiga.
Mirabello-klassen drevs av två Parsons-växlade ångturbiner som var och en drev en propelleraxel med hjälp av ånga från fyra Yarrow-pannor. Turbinerna var dimensionerade till 44 000 hästkrafter (33 000 kW) för en hastighet på 35 knop (65 km/h). Fartygen rymde tillräckligt med bränsle för att ha en räckvidd på 2 300 nautiska mil (4 300 km) vid en hastighet på 12 knop (22 km/h).
Augusto Ribotys huvudbatteri bestod av en enda Cannone da 15,2 cm/40 A Modello 1891 kanon framför överbyggnaden. Sekundärartilleriet bestod av sju enkelmonterade Cannone da 10,2 cm/35 S Modello 1914-kanoner, en akter om överbyggnaden och de återstående kanonerna placerade på bredsidan midskepps. Luftvärnet tillhandahölls av ett par Cannone da 7,6 cm/40 Modello 1916 luftvärnskanoner i enkelfästen. De var utrustade med fyra 45-centimeter torpedtuber i två dubbla fästen, ett på varje bredsida. Augusto Riboty kunde medföra 120 minor, medan hennes systerfartyg bara kunde medföra 100.

### Modifikationer
Kanonen visade sig vara för tung för fartygen och dess eldhastighet var för långsam så den ersattes när fartygen ombeväpnades med åtta Cannone da 10,2 cm/45 S, A Modello 1917-kanoner placerade med en kanon för och akter om överbyggnaden och den andra på bredsidan. 7,6 cm kanonerna ersattes av ett par Cannone da 40 mm/39 luftvärnskanoner i enkelmontage 1920-1922.